# 크랙다운 3
《크랙다운 3》(Crackdown 3)는 마이크로소프트 윈도우와 엑스박스 원용으로 스모 디지털이 개발하고 엑스박스 게임 스튜디오가 배급한 액션 어드벤처 비디오 게임이다. 2010년의 엑스박스 360 비디오 게임 크랙다운 2가 출시된지 9년이 지나 출시된 게임이다. 원래 2016년 출시를 확정하였으나 수차례 출시가 지연되었다. 이 게임은 2019년 2월 15일 출시되었으며 비평가들로부터 엇갈린 평가를 받았다. 비평가들은 전작에서 비롯되는 핵심 기능들과 즐김의 수준 면에서 좋은 평가를 내렸으나 혁신 부족과 구식 디자인 면에서는 비판을 받았다.

## 게임플레이
크랙다운 3는 뉴프로비던스시를 통제하는 각기 다른 수많은 단체들을 포함, 크랙다운과 크랙다운 2의 핵심 게임플레이를 그대로 갖추고 있으며 플레이어는 자신의 보스와 킹핀(Kingpin)을 죽이고 그들의 시설들을 파괴해야 한다. 플레이어는 마지막을 달성하기 위해 다양한 무기를 사용할 수 있는데, 총에서부터 수류탄, 로켓탄 발사기, 그리고 자신의 물리적 힘이 그것이다. 플레이어는 게임 안에서 발견되는 차량을 운전할 수도 있다. 처음으로 새로운 차량을 몰거나 새로운 무기를 가져가면 플레이어의 콜렉션에 추가된다.

### 크랙다운 3: 레킹 존
이 시리즈의 또다른 새로운 요소는 경쟁 멀티플레이어 모드에서 파괴 가능한 환경 레킹 존(Wrecking Zone)의 포함이며, 여기서 거의 모든 맵을 파괴할 수 있다.

## 평가
리뷰 애그리게이터 메타크리틱에 따르면 크랙다운 3는 혼재된 평균적인 평가를 받았다.

## 내용주
1. ↑  Additional work on campaign mode by Reagent Games. Multiplayer mode developed by Elbow Rocket with additional work by Certain Affinity, Cloudgine and en:Ruffian Games